# Santiago Ixtayutla
Santiago Ixtayutla là một đô thị thuộc bang Oaxaca, México. Năm 2005, dân số của đô thị này là 11542 người.